# Drepane
Drepane is een geslacht van straalvinnige vissen uit de familie van sikkelvissen (Drepaneidae). Het geslacht is voor het eerst wetenschappelijk beschreven in 1831 door Cuvier & Valenciennes.

## Soorten
- Drepane africana Osório, 1892 – Afrikaanse sikkelvis
- Drepane longimana (Bloch & Schneider, 1801)
- Drepane punctata Linnaeus, 1758 – Gevlekte sikkelvis